# Pacific Grove (Kalifornia)
Pacific Grove város az USA Kalifornia államában, Monterey megyében. Lakosainak száma 15 090 fő (2020. április 1.).

## Népesség
A település népességének változása:

| 2010 | 15 041 |
| 2020 | 15 090 |